# Ophioglossum convexum
Ophioglossum convexum är en låsbräkenväxtart som beskrevs av J. E. Burrows. Ophioglossum convexum ingår i släktet ormtungor, och familjen låsbräkenväxter. Inga underarter finns listade i Catalogue of Life.